# École des technologies numériques appliquées
De École des technologies numériques appliquées (ETNA) is een in 2005 opgerichte Grande école in Ivry-sur-Seine. De school is bekend om zijn opleidingen in de informatica.
ETNA is lid van IONIS Education Group, net als EPITA en EPITECH.